# جو مالون (رجل أعمال)
جو مالون (بالإنجليزية: Joe Malone)‏ هو شخصية أعمال أمريكي، ولد في 18 نوفمبر 1954 في نيوتن في الولايات المتحدة.